# Historiografia catalana de l'edat mitjana

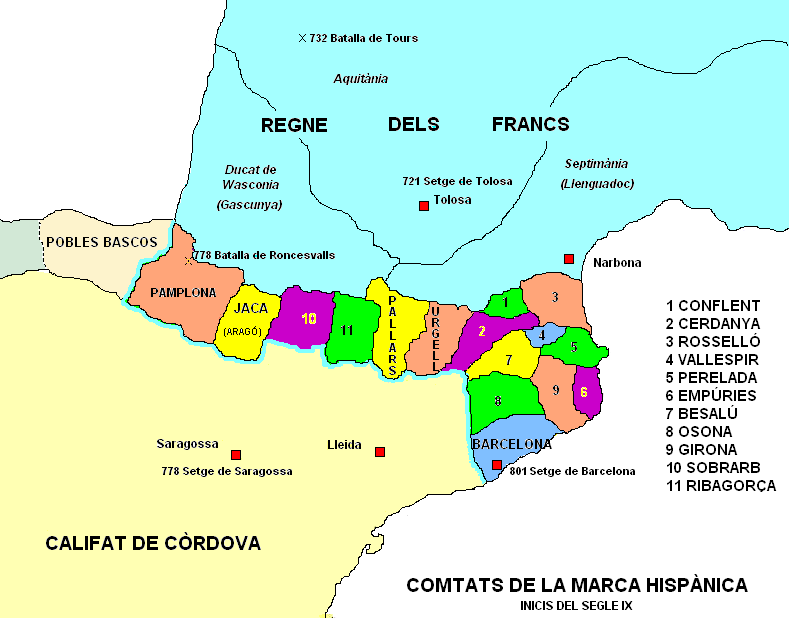
Comtats de la Marca hispànica a principis del segle IX

Si ens remuntem als inicis de la historiografia catalana (pels volts de l'any 1000), trobarem que el monestir de Ripoll, amb la figura de l'abat Oliba, esdevé el centre historiogràfic "oficial" de la dinastia barcelonina. Es considera que el seu moment més brillant s'inicia amb el Carmen Campidoctoris (1098-99) i la Brevis historia monasterii Rivipullensis (1147), i culmina amb les diverses redaccions llatines i catalanes dels Gesta comitum Barchinonensium et Regum Aragonum (XII-XIV), autèntiques històries del casal d'Aragó.
La traducció al català del De rebus Hispaniae (1268) de l'arquebisbe de Toledo Rodrigo Ximénez de Rada i dels Gesta comitum constitueixen els textos històrics en català més antics que conservem, malgrat que són obres sense intenció literària.
Paral·lelament, a finals del XIII i durant el XIV, apareix un tipus d'història popular, en català, molt diferent d'aquestes cròniques monacals i mancades d'estil literari. La culminació d'aquesta nova historiografia ve representada per les Quatre grans cròniques, que constitueixen, ara sí, autèntiques peces narratives de gran valor creatiu: ens referim al Llibre dels fets del rei en Jaume, a la Crònica de Bernat Desclot, a la de Ramon Muntaner i a la del rei Pere el Cerimoniós. Totes quatre historien l'època de plenitud de la Catalunya medieval.
En un primer estadi, aquest nou tipus d'historiografia va conviure amb aquella altra d'erudita. De mica en mica, però, aquesta historiografia més popular va anar cobrant protagonisme i esdevingué una eina eficaç per a l'ensenyament de la moral, la política i l'art militar, i per això tingué un públic cada vegada més ampli i fidel.